# Eparchia szachtyńska
Eparchia szachtyńska – jedna z eparchii Rosyjskiego Kościoła Prawosławnego, z siedzibą w Szachtach. Należy do metropolii dońskiej. Jej obecnym ordynariuszem jest biskup szachtyński i millerowski Szymon (Morozow), zaś funkcję katedry pełni sobór Opieki Matki Bożej w Szachtach.
Erygowana przez Święty Synod Rosyjskiego Kościoła Prawosławnego 27 lipca 2011 poprzez wydzielenie z eparchii rostowskiej i nowoczerkaskiej. Obejmuje terytorium części rejonów obwodu rostowskiego.

## Biskupi szachtyńscy
- Ignacy (Dieputatow), 2011–2014[2]
- Szymon (Morozow), od 2014[3]